# 20e étape du Tour d'Italie 2021
Pour un article plus général, voir Tour d'Italie 2021.
La 20e étape du Tour d'Italie 2021 se déroule le samedi 29 mai 2021 entre Verbania et Alpe Motta, sur une distance de 164 km.

## Profil de l'étape
Cette dernière étape en ligne est l'une des plus dures étapes de montagne de ce Giro 2021. Le départ est donné à Verbania, au bord du lac Majeur. Après une vingtaine de kilomètres, les coureurs pénètrent en Suisse. La première moitié de l'étape est relativement plate. Ensuite, les coureurs abordent la très longue ascension (23 kilomètres) du col du San Bernardino (col de San Bernardino) (1ère catégorie). Après la descente de ce col, le col du Splügen (1ère catégorie) est la deuxième difficulté du jour. Ce col marque la frontière italo-suisse. Ensuite, une descente technique et pentue mène les coureurs à Campodolcino où débute l'ultime ascension vers le village de Madesimo puis le sommet d'Alpe Motta classé aussi en première catégorie. Les 7 derniers kilomètres sont les plus pentus avec un maximum de 13 % à 2 kilomètres de l'arrivée.

## Déroulement de la course
Un groupe de 9 coureurs finit par se former à environ 130 kilomètres de l'arrivée. Cette échappée se compose du champion de Belgique Dries De Bondt (Alpecin-Fenix), de son compatriote Louis Vervaeke, du Suisse Simon Pellaud (Androni), des Italiens Giovanni Visconti (Bardiani) et Vincenzo Albanese (Eolo-Kometa), de l'Autrichien Felix Großschartner (Bora-Hansgrohe), du Néerlandais Taco van der Hoorn (Intermarché Wanty Gobert), de l'Américain Matteo Jorgenson (Movistar) et de l'Allemand Nico Denz (DSM). L'avance maximale de ce groupe atteint les 5 minutes à une centaine de kilomètres du terme. Au pied du col du San Bernardino, les fuyards possèdent encore une avance de 3'45" sur le peloton.
Lors des premières pentes de la très longue montée de ce col (23 km), Vervaecke part en avant suivi par Großschartner. Quelques kilomètres plus loin, ils sont rattrapés par Visconti et Albanese puis par Pellaud à une dizaine de kilomètres du col. Les cinq fuyards poursuivent l'ascension ensemble et franchissent le col du San Bernardino (à 57 km de l'arrivée) en conservant un maigre avantage d'une petite minute sur l'avant-garde du peloton. Le Français Romain Bardet accompagné de deux de ses équipiers DSM (Chris Hamilton et Michael Storer) fait la descente et creuse un petit écart avec le peloton maillot rose. Le trio DSM suivi par le deuxième du classement général Damiano Caruso et son équipier Pello Bilbao (Bahrain) revient sur les cinq échappés formant ainsi un nouveau groupe de tête de 10 coureurs comptant 30 secondes d'avance sur le peloton à 40 kilomètres de l'arrivée au pied du col du Splügen. Dans la montée de ce col, Pello Bilbao mène le groupe de tête pour son leader Caruso et augmente légèrement l'avance avec le peloton maillot rose emmené par les équipiers Ineos-Grenadiers d'Egan Bernal. Au col du Splügen, les hommes de tête ne sont plus que quatre formant deux duos d'équipiers : Bardet et Storer (DSM), Caruso et Bilbao (Bahrain). Ils ont un avantage de 43 secondes sur le peloton. Dans la descente, l'écart a tendance à se stabiliser.
Les quatre hommes de tête abordent les 8 kilomètres d'ascension vers l'Alpe Motta avec une avance d'environ 40 secondes sur le groupe maillot rose comptant une douzaine d'hommes. Dans les premières pentes, Bilbao et Storer impriment le rythme avant de laisser partir leurs leaders Caruso et Bardet à l'avant à 6,5 kilomètres du sommet. Sous la conduite énergique de son équipier Daniel Martínez, Bernal refait progressivement une partie de son retard sur le duo de tête. À 2 kilomètres du but, Damiano Caruso lâche Bardet et file seul vers l'arrivée. Derrière lui, Egan Bernal dépasse Romain Bardet et termine deuxième à 24 secondes de l'Italien.

## Résultats

### Classement de l'étape
| \| Classement de l'étape \| Classement de l'étape \| Classement de l'étape \| Classement de l'étape \| Classement de l'étape \| \| Coureur \| Coureur \| Pays \| Équipe \| Temps \| \| --------------------- \| --------------------- \| --------------------- \| --------------------- \| --------------------- \| \| 1er \| Damiano Caruso \| Italie \| Bahrain Victorious \| 4 h 27 min 53 s \| \| 2e \| Egan Bernal \| Colombie \| Ineos Grenadiers \| + 24 s \| \| 3e \| Daniel Martínez \| Colombie \| Ineos Grenadiers \| + 35 s \| \| 4e \| Romain Bardet \| France \| Team DSM \| + 35 s \| \| 5e \| João Almeida \| Portugal \| Deceuninck-Quick Step \| + 41 s \| \| 6e \| Simon Yates \| Royaume-Uni \| BikeExchange \| + 51 s \| \| 7e \| Aleksandr Vlasov \| Russie \| Astana-Premier Tech \| + 1 min 13 s \| \| 8e \| Hugh Carthy \| Royaume-Uni \| EF Education-Nippo \| + 1 min 29 s \| \| 9e \| Lorenzo Fortunato \| Italie \| Eolo-Kometa \| + 2 min 07 s \| \| 10e \| Antonio Pedrero \| Espagne \| Movistar Team \| + 2 min 23 s \| |                   |             |                       |                 |
| |                   |             |                       |                 |
| Source : ProCyclingStats |                   |             |                       |                 |
| Classement de l'étape |                   |             |                       |                 |
| Coureur | Coureur           | Pays        | Équipe                | Temps           |
| 1er | Damiano Caruso    | Italie      | Bahrain Victorious    | 4 h 27 min 53 s |
| 2e | Egan Bernal       | Colombie    | Ineos Grenadiers      | + 24 s          |
| 3e | Daniel Martínez   | Colombie    | Ineos Grenadiers      | + 35 s          |
| 4e | Romain Bardet     | France      | Team DSM              | + 35 s          |
| 5e | João Almeida      | Portugal    | Deceuninck-Quick Step | + 41 s          |
| 6e | Simon Yates       | Royaume-Uni | BikeExchange          | + 51 s          |
| 7e | Aleksandr Vlasov  | Russie      | Astana-Premier Tech   | + 1 min 13 s    |
| 8e | Hugh Carthy       | Royaume-Uni | EF Education-Nippo    | + 1 min 29 s    |
| 9e | Lorenzo Fortunato | Italie      | Eolo-Kometa           | + 2 min 07 s    |
| 10e | Antonio Pedrero   | Espagne     | Movistar Team         | + 2 min 23 s    |

### Points attribués pour le classement par points
| Sprint intermédiaire Cannobio (km 17,1) | Sprint intermédiaire Cannobio (km 17,1) | Sprint intermédiaire Cannobio (km 17,1) | Sprint intermédiaire Cannobio (km 17,1) | Sprint intermédiaire Cannobio (km 17,1) |
| --------------------------------------- | --------------------------------------- | --------------------------------------- | --------------------------------------- | --------------------------------------- |
|                                         | Coureur                                 | Pays                                    | Équipe                                  | Point(s)                                |
| 1er                                     | Umberto Marengo                         | Italie                                  | Bardiani CSF Faizanè                    | 12                                      |
| 2e                                      | Dries De Bondt                          | Belgique                                | Alpecin-Fenix                           | 8                                       |
| 3e                                      | Fernando Gaviria                        | Colombie                                | UAE Emirates                            | 6                                       |
| 4e                                      | Davide Cimolai                          | Italie                                  | Israel Start-Up Nation                  | 5                                       |
| 5e                                      | Matteo Moschetti                        | Italie                                  | Trek-Segafredo                          | 4                                       |
| 6e                                      | Sebastián Molano                        | Colombie                                | UAE Emirates                            | 3                                       |
| 7e                                      | Nélson Oliveira                         | Portugal                                | Movistar                                | 2                                       |
| 8e                                      | Peter Sagan                             | Slovaquie                               | Bora-Hansgrohe                          | 1                                       |
| modifier                                |                                         |                                         |                                         |                                         |

| Arrivée d'étape Alpe Motta (km 164) | Arrivée d'étape Alpe Motta (km 164) | Arrivée d'étape Alpe Motta (km 164) | Arrivée d'étape Alpe Motta (km 164) | Arrivée d'étape Alpe Motta (km 164) |
| ----------------------------------- | ----------------------------------- | ----------------------------------- | ----------------------------------- | ----------------------------------- |
|                                     | Coureur                             | Pays                                | Équipe                              | Point(s)                            |
| 1er                                 | Damiano Caruso                      | Italie                              | Bahrain Victorious                  | 15                                  |
| 2e                                  | Egan Bernal                         | Colombie                            | Ineos Grenadiers                    | 12                                  |
| 3e                                  | Daniel Martínez                     | Colombie                            | Ineos Grenadiers                    | 9                                   |
| 4e                                  | Romain Bardet                       | France                              | Team DSM                            | 7                                   |
| 5e                                  | João Almeida                        | Portugal                            | Deceuninck-Quick Step               | 6                                   |
| 6e                                  | Simon Yates                         | Royaume-Uni                         | BikeExchange                        | 5                                   |
| 7e                                  | Aleksandr Vlasov                    | Russie                              | Astana-Premier_Tech                 | 4                                   |
| 8e                                  | Hugh Carthy                         | Royaume-Uni                         | EF Education-Nippo                  | 3                                   |
| 9e                                  | Lorenzo Fortunato                   | Italie                              | Eolo-Kometa                         | 2                                   |
| 10e                                 | Antonio Pedrero                     | Espagne                             | Movistar                            | 1                                   |
| modifier                            |                                     |                                     |                                     |                                     |

### Points attribués pour le classement du meilleur grimpeur
| Passo del San Bernardino (km 107,2) 1re catégorie (23 km à 6,3%) | Passo del San Bernardino (km 107,2) 1re catégorie (23 km à 6,3%) | Passo del San Bernardino (km 107,2) 1re catégorie (23 km à 6,3%) | Passo del San Bernardino (km 107,2) 1re catégorie (23 km à 6,3%) | Passo del San Bernardino (km 107,2) 1re catégorie (23 km à 6,3%) |
| ---------------------------------------------------------------- | ---------------------------------------------------------------- | ---------------------------------------------------------------- | ---------------------------------------------------------------- | ---------------------------------------------------------------- |
|                                                                  | Coureur                                                          | Pays                                                             | Équipe                                                           | Point(s)                                                         |
| 1er                                                              | Vincenzo Albanese                                                | Italie                                                           | Eolo-Kometa                                                      | 40                                                               |
| 2e                                                               | Giovanni Visconti                                                | Italie                                                           | Bardiani CSF Faizanè                                             | 18                                                               |
| 3e                                                               | Simon Pellaud                                                    | Suisse                                                           | Androni Giocattoli-Sidermec                                      | 12                                                               |
| 4e                                                               | Felix Großschartner                                              | Autriche                                                         | Bora-Hansgrohe                                                   | 9                                                                |
| 5e                                                               | Louis Vervaeke                                                   | Belgique                                                         | Alpecin-Fenix                                                    | 6                                                                |
| 6e                                                               | Geoffrey Bouchard                                                | France                                                           | AG2R Citroën                                                     | 4                                                                |
| 7e                                                               | Chris Hamilton                                                   | Australie                                                        | Team DSM                                                         | 2                                                                |
| 8e                                                               | Michael Storer                                                   | Australie                                                        | Team DSM                                                         | 1                                                                |
| modifier                                                         |                                                                  |                                                                  |                                                                  |                                                                  |

| Passo dello Spluga (km 135,8) 1re catégorie (8,9 km à 7,3%) | Passo dello Spluga (km 135,8) 1re catégorie (8,9 km à 7,3%) | Passo dello Spluga (km 135,8) 1re catégorie (8,9 km à 7,3%) | Passo dello Spluga (km 135,8) 1re catégorie (8,9 km à 7,3%) | Passo dello Spluga (km 135,8) 1re catégorie (8,9 km à 7,3%) |
| ----------------------------------------------------------- | ----------------------------------------------------------- | ----------------------------------------------------------- | ----------------------------------------------------------- | ----------------------------------------------------------- |
|                                                             | Coureur                                                     | Pays                                                        | Équipe                                                      | Point(s)                                                    |
| 1er                                                         | Michael Storer                                              | Australie                                                   | Team DSM                                                    | 40                                                          |
| 2e                                                          | Romain Bardet                                               | France                                                      | Team DSM                                                    | 18                                                          |
| 3e                                                          | Pello Bilbao                                                | Espagne                                                     | Bahrain Victorious                                          | 12                                                          |
| 4e                                                          | Damiano Caruso                                              | Italie                                                      | Bahrain Victorious                                          | 9                                                           |
| 5e                                                          | Felix Großschartner                                         | Autriche                                                    | Bora-Hansgrohe                                              | 6                                                           |
| 6e                                                          | Aleksandr Vlasov                                            | Russie                                                      | Astana-Premier_Tech                                         | 4                                                           |
| 7e                                                          | Daniel Martínez                                             | Colombie                                                    | Ineos Grenadiers                                            | 2                                                           |
| 8e                                                          | Egan Bernal                                                 | Colombie                                                    | Ineos Grenadiers                                            | 1                                                           |
| modifier                                                    |                                                             |                                                             |                                                             |                                                             |

| \| Alpe Motta (km 164) 1re catégorie (8,1 km à 7,8%) \| Alpe Motta (km 164) 1re catégorie (8,1 km à 7,8%) \| Alpe Motta (km 164) 1re catégorie (8,1 km à 7,8%) \| Alpe Motta (km 164) 1re catégorie (8,1 km à 7,8%) \| Alpe Motta (km 164) 1re catégorie (8,1 km à 7,8%) \| \| ------------------------------------------------- \| ------------------------------------------------- \| ------------------------------------------------- \| ------------------------------------------------- \| ------------------------------------------------- \| \| \| Coureur \| Pays \| Équipe \| Point(s) \| \| 1er \| Damiano Caruso \| Italie \| Bahrain Victorious \| 40 \| \| 2e \| Egan Bernal \| Colombie \| Ineos Grenadiers \| 18 \| \| 3e \| Daniel Martínez \| Colombie \| Ineos Grenadiers \| 12 \| \| 4e \| Romain Bardet \| France \| Team DSM \| 9 \| \| 5e \| João Almeida \| Portugal \| Deceuninck-Quick Step \| 6 \| \| 6e \| Simon Yates \| Royaume-Uni \| BikeExchange \| 4 \| \| 7e \| Aleksandr Vlasov \| Russie \| Astana-Premier_Tech \| 2 \| \| 8e \| Hugh Carthy \| Royaume-Uni \| EF Education-Nippo \| 1 \| \| modifier \| \| \| \| \| |                  |             |                       |          |
| Alpe Motta (km 164) 1re catégorie (8,1 km à 7,8%) |                  |             |                       |          |
| | Coureur          | Pays        | Équipe                | Point(s) |
| 1er | Damiano Caruso   | Italie      | Bahrain Victorious    | 40       |
| 2e | Egan Bernal      | Colombie    | Ineos Grenadiers      | 18       |
| 3e | Daniel Martínez  | Colombie    | Ineos Grenadiers      | 12       |
| 4e | Romain Bardet    | France      | Team DSM              | 9        |
| 5e | João Almeida     | Portugal    | Deceuninck-Quick Step | 6        |
| 6e | Simon Yates      | Royaume-Uni | BikeExchange          | 4        |
| 7e | Aleksandr Vlasov | Russie      | Astana-Premier_Tech   | 2        |
| 8e | Hugh Carthy      | Royaume-Uni | EF Education-Nippo    | 1        |
| modifier |                  |             |                       |          |

### Points attribués pour le classement des sprints intermédiaires
| Sprint intermédiaire Cannobio (km 17,1) | Sprint intermédiaire Cannobio (km 17,1) | Sprint intermédiaire Cannobio (km 17,1) | Sprint intermédiaire Cannobio (km 17,1) | Sprint intermédiaire Cannobio (km 17,1) |
| --------------------------------------- | --------------------------------------- | --------------------------------------- | --------------------------------------- | --------------------------------------- |
|                                         | Coureur                                 | Pays                                    | Équipe                                  | Point(s)                                |
| 1er                                     | Umberto Marengo                         | Italie                                  | Bardiani CSF Faizanè                    | 10                                      |
| 2e                                      | Dries De Bondt                          | Belgique                                | Alpecin-Fenix                           | 6                                       |
| 3e                                      | Fernando Gaviria                        | Colombie                                | UAE Emirates                            | 3                                       |
| 4e                                      | Davide Cimolai                          | Italie                                  | Israel Start-Up Nation                  | 2                                       |
| 5e                                      | Matteo Moschetti                        | Italie                                  | Trek-Segafredo                          | 1                                       |
| modifier                                |                                         |                                         |                                         |                                         |

| Sprint intermédiaire Madesimo (km 162,6) | Sprint intermédiaire Madesimo (km 162,6) | Sprint intermédiaire Madesimo (km 162,6) | Sprint intermédiaire Madesimo (km 162,6) | Sprint intermédiaire Madesimo (km 162,6) |
| ---------------------------------------- | ---------------------------------------- | ---------------------------------------- | ---------------------------------------- | ---------------------------------------- |
|                                          | Coureur                                  | Pays                                     | Équipe                                   | Point(s)                                 |
| 1er                                      | Damiano Caruso                           | Italie                                   | Bahrain Victorious                       | 10                                       |
| 2e                                       | Romain Bardet                            | France                                   | Team DSM                                 | 6                                        |
| 3e                                       | Egan Bernal                              | Colombie                                 | Ineos Grenadiers                         | 3                                        |
| 4e                                       | Daniel Martínez                          | Colombie                                 | Ineos Grenadiers                         | 2                                        |
| 5e                                       | Simon Yates                              | Royaume-Uni                              | BikeExchange                             | 1                                        |
| modifier                                 |                                          |                                          |                                          |                                          |

### Bonifications
|   | Coureur        | Pays     | Équipe             | Secondes |
| - | -------------- | -------- | ------------------ | -------- |
| 1 | Damiano Caruso | Italie   | Bahrain Victorious | 3 s      |
| 2 | Romain Bardet  | France   | Team DSM           | 2 s      |
| 3 | Egan Bernal    | Colombie | Ineos Grenadiers   | 1 s      |

|   | Coureur         | Pays     | Équipe             | Secondes |
| - | --------------- | -------- | ------------------ | -------- |
| 1 | Damiano Caruso  | Italie   | Bahrain Victorious | 10 s     |
| 2 | Egan Bernal     | Colombie | Ineos Grenadiers   | 6 s      |
| 3 | Daniel Martínez | Colombie | Ineos Grenadiers   | 4 s      |

## Classements à l'issue de l'étape

### Classement général
| \| Classement général \| Classement général \| Classement général \| Classement général \| Classement général \| \| Coureur \| Coureur \| Pays \| Équipe \| Temps \| \| ------------------ \| ------------------ \| ------------------ \| ---------------------- \| ------------------ \| \| 1er \| Egan Bernal \| Colombie \| Ineos Grenadiers \| 85 h 41 min 47 s \| \| 2e \| Damiano Caruso \| Italie \| Bahrain Victorious \| + 1 min 59 s \| \| 3e \| Simon Yates \| Royaume-Uni \| BikeExchange \| + 3 min 23 s \| \| 4e \| Aleksandr Vlasov \| Russie \| Astana-Premier Tech \| + 7 min 07 s \| \| 5e \| Romain Bardet \| France \| Team DSM \| + 7 min 48 s \| \| 6e \| Daniel Martínez \| Colombie \| Ineos Grenadiers \| + 7 min 56 s \| \| 7e \| Hugh Carthy \| Royaume-Uni \| EF Education-Nippo \| + 8 min 22 s \| \| 8e \| João Almeida \| Portugal \| Deceuninck-Quick Step \| + 8 min 50 s \| \| 9e \| Tobias Foss \| Norvège \| Jumbo-Visma \| + 12 min 39 s \| \| 10e \| Dan Martin \| Irlande \| Israel Start-Up Nation \| + 16 min 48 s \| |                  |             |                        |                  |
| |                  |             |                        |                  |
| Source : ProCyclingStats |                  |             |                        |                  |
| Classement général |                  |             |                        |                  |
| Coureur | Coureur          | Pays        | Équipe                 | Temps            |
| 1er | Egan Bernal      | Colombie    | Ineos Grenadiers       | 85 h 41 min 47 s |
| 2e | Damiano Caruso   | Italie      | Bahrain Victorious     | + 1 min 59 s     |
| 3e | Simon Yates      | Royaume-Uni | BikeExchange           | + 3 min 23 s     |
| 4e | Aleksandr Vlasov | Russie      | Astana-Premier Tech    | + 7 min 07 s     |
| 5e | Romain Bardet    | France      | Team DSM               | + 7 min 48 s     |
| 6e | Daniel Martínez  | Colombie    | Ineos Grenadiers       | + 7 min 56 s     |
| 7e | Hugh Carthy      | Royaume-Uni | EF Education-Nippo     | + 8 min 22 s     |
| 8e | João Almeida     | Portugal    | Deceuninck-Quick Step  | + 8 min 50 s     |
| 9e | Tobias Foss      | Norvège     | Jumbo-Visma            | + 12 min 39 s    |
| 10e | Dan Martin       | Irlande     | Israel Start-Up Nation | + 16 min 48 s    |

| Classement par points | Classement par points | Classement par points | Classement par points              | Classement par points |
| Coureur               | Coureur               | Pays                  | Équipe                             | Points                |
| --------------------- | --------------------- | --------------------- | ---------------------------------- | --------------------- |
| 1er                   | Peter Sagan           | Slovaquie             | Bora-Hansgrohe                     | 136 pts               |
| 2e                    | Davide Cimolai        | Italie                | Israel Start-Up Nation             | 118 pts               |
| 3e                    | Fernando Gaviria      | Colombie              | UAE Team Emirates                  | 116 pts               |
| 4e                    | Elia Viviani          | Italie                | Cofidis                            | 86 pts                |
| 5e                    | Egan Bernal           | Colombie              | Ineos Grenadiers                   | 80 pts                |
| 6e                    | Dries De Bondt        | Belgique              | Alpecin-Fenix                      | 71 pts                |
| 7e                    | Andrea Pasqualon      | Italie                | Intermarché-Wanty-Gobert Matériaux | 61 pts                |
| 8e                    | Simone Consonni       | Italie                | Cofidis                            | 60 pts                |
| 9e                    | Umberto Marengo       | Italie                | Bardiani CSF Faizanè               | 57 pts                |
| 10e                   | Alberto Bettiol       | Italie                | EF Education-Nippo                 | 53 pts                |

| Classement par points | Classement par points | Classement par points | Classement par points              | Classement par points |
| Coureur               | Coureur               | Pays                  | Équipe                             | Points                |
| --------------------- | --------------------- | --------------------- | ---------------------------------- | --------------------- |
| 1er                   | Peter Sagan           | Slovaquie             | Bora-Hansgrohe                     | 136 pts               |
| 2e                    | Davide Cimolai        | Italie                | Israel Start-Up Nation             | 118 pts               |
| 3e                    | Fernando Gaviria      | Colombie              | UAE Team Emirates                  | 116 pts               |
| 4e                    | Elia Viviani          | Italie                | Cofidis                            | 86 pts                |
| 5e                    | Egan Bernal           | Colombie              | Ineos Grenadiers                   | 80 pts                |
| 6e                    | Dries De Bondt        | Belgique              | Alpecin-Fenix                      | 71 pts                |
| 7e                    | Andrea Pasqualon      | Italie                | Intermarché-Wanty-Gobert Matériaux | 61 pts                |
| 8e                    | Simone Consonni       | Italie                | Cofidis                            | 60 pts                |
| 9e                    | Umberto Marengo       | Italie                | Bardiani CSF Faizanè               | 57 pts                |
| 10e                   | Alberto Bettiol       | Italie                | EF Education-Nippo                 | 53 pts                |

| Classement de la montagne | Classement de la montagne | Classement de la montagne | Classement de la montagne | Classement de la montagne |
| Coureur                   | Coureur                   | Pays                      | Équipe                    | Points                    |
| ------------------------- | ------------------------- | ------------------------- | ------------------------- | ------------------------- |
| 1er                       | Geoffrey Bouchard         | France                    | AG2R Citroën Team         | 184 pts                   |
| 2e                        | Egan Bernal               | Colombie                  | Ineos Grenadiers          | 140 pts                   |
| 3e                        | Damiano Caruso            | Italie                    | Bahrain Victorious        | 99 pts                    |
| 4e                        | Dan Martin                | Irlande                   | Israel Start-Up Nation    | 83 pts                    |
| 5e                        | Simon Yates               | Royaume-Uni               | BikeExchange              | 61 pts                    |
| 6e                        | João Almeida              | Portugal                  | Deceuninck-Quick Step     | 54 pts                    |
| 7e                        | Bauke Mollema             | Pays-Bas                  | Trek-Segafredo            | 53 pts                    |
| 8e                        | Lorenzo Fortunato         | Italie                    | Eolo-Kometa               | 52 pts                    |
| 9e                        | Romain Bardet             | France                    | Team DSM                  | 49 pts                    |
| 10e                       | Michael Storer            | Australie                 | Team DSM                  | 46 pts                    |

| Classement de la montagne | Classement de la montagne | Classement de la montagne | Classement de la montagne | Classement de la montagne |
| Coureur                   | Coureur                   | Pays                      | Équipe                    | Points                    |
| ------------------------- | ------------------------- | ------------------------- | ------------------------- | ------------------------- |
| 1er                       | Geoffrey Bouchard         | France                    | AG2R Citroën Team         | 184 pts                   |
| 2e                        | Egan Bernal               | Colombie                  | Ineos Grenadiers          | 140 pts                   |
| 3e                        | Damiano Caruso            | Italie                    | Bahrain Victorious        | 99 pts                    |
| 4e                        | Dan Martin                | Irlande                   | Israel Start-Up Nation    | 83 pts                    |
| 5e                        | Simon Yates               | Royaume-Uni               | BikeExchange              | 61 pts                    |
| 6e                        | João Almeida              | Portugal                  | Deceuninck-Quick Step     | 54 pts                    |
| 7e                        | Bauke Mollema             | Pays-Bas                  | Trek-Segafredo            | 53 pts                    |
| 8e                        | Lorenzo Fortunato         | Italie                    | Eolo-Kometa               | 52 pts                    |
| 9e                        | Romain Bardet             | France                    | Team DSM                  | 49 pts                    |
| 10e                       | Michael Storer            | Australie                 | Team DSM                  | 46 pts                    |

| Classement du meilleur jeune | Classement du meilleur jeune | Classement du meilleur jeune | Classement du meilleur jeune | Classement du meilleur jeune |
| Coureur                      | Coureur                      | Pays                         | Équipe                       | Temps                        |
| ---------------------------- | ---------------------------- | ---------------------------- | ---------------------------- | ---------------------------- |
| 1er                          | Egan Bernal                  | Colombie                     | Ineos Grenadiers             | 85 h 41 min 47 s             |
| 2e                           | Aleksandr Vlasov             | Russie                       | Astana-Premier Tech          | + 7 min 07 s                 |
| 3e                           | Daniel Martínez              | Colombie                     | Ineos Grenadiers             | + 7 min 56 s                 |
| 4e                           | João Almeida                 | Portugal                     | Deceuninck-Quick Step        | + 8 min 50 s                 |
| 5e                           | Tobias Foss                  | Norvège                      | Jumbo-Visma                  | + 12 min 39 s                |
| 6e                           | Lorenzo Fortunato            | Italie                       | Eolo-Kometa                  | + 44 min 09 s                |
| 7e                           | Attila Valter                | Hongrie                      | Groupama-FDJ                 | + 44 min 51 s                |
| 8e                           | Michael Storer               | Australie                    | Team DSM                     | + 1 h 47 min 48 s            |
| 9e                           | Einer Rubio                  | Colombie                     | Movistar Team                | + 1 h 59 min 29 s            |
| 10e                          | Harold Tejada                | Colombie                     | Astana-Premier Tech          | + 2 h 00 min 40 s            |

| Classement du meilleur jeune | Classement du meilleur jeune | Classement du meilleur jeune | Classement du meilleur jeune | Classement du meilleur jeune |
| Coureur                      | Coureur                      | Pays                         | Équipe                       | Temps                        |
| ---------------------------- | ---------------------------- | ---------------------------- | ---------------------------- | ---------------------------- |
| 1er                          | Egan Bernal                  | Colombie                     | Ineos Grenadiers             | 85 h 41 min 47 s             |
| 2e                           | Aleksandr Vlasov             | Russie                       | Astana-Premier Tech          | + 7 min 07 s                 |
| 3e                           | Daniel Martínez              | Colombie                     | Ineos Grenadiers             | + 7 min 56 s                 |
| 4e                           | João Almeida                 | Portugal                     | Deceuninck-Quick Step        | + 8 min 50 s                 |
| 5e                           | Tobias Foss                  | Norvège                      | Jumbo-Visma                  | + 12 min 39 s                |
| 6e                           | Lorenzo Fortunato            | Italie                       | Eolo-Kometa                  | + 44 min 09 s                |
| 7e                           | Attila Valter                | Hongrie                      | Groupama-FDJ                 | + 44 min 51 s                |
| 8e                           | Michael Storer               | Australie                    | Team DSM                     | + 1 h 47 min 48 s            |
| 9e                           | Einer Rubio                  | Colombie                     | Movistar Team                | + 1 h 59 min 29 s            |
| 10e                          | Harold Tejada                | Colombie                     | Astana-Premier Tech          | + 2 h 00 min 40 s            |

| Classement par équipes | Classement par équipes | Classement par équipes | Classement par équipes |
| Équipe                 | Équipe                 | Pays                   | Temps                  |
| ---------------------- | ---------------------- | ---------------------- | ---------------------- |
| 1re                    | Ineos Grenadiers       | Royaume-Uni            | 57 h 47 min 02 s       |
| 2e                     | Team BikeExchange      | Australie              | + 26 min 01 s          |
| 3e                     | Team DSM               | Allemagne              | + 26 min 02 s          |
| 4e                     | Astana-Premier Tech    | Kazakhstan             | + 31 min 21 s          |
| 5e                     | Team BikeExchange      | Australie              | + 1 h 09 min 53 s      |
| 6e                     | Trek-Segafredo         | États-Unis             | + 1 h 19 min 18 s      |
| 7e                     | Movistar Team          | Espagne                | + 1 h 22 min 40 s      |
| 8e                     | Deceuninck-Quick Step  | Belgique               | + 1 h 38 min 30 s      |
| 9e                     | Bahrain Victorious     | Bahreïn                | + 1 h 47 min 25 s      |
| 10e                    | UAE Team Emirates      | Émirats arabes unis    | + 1 h 50 min 27 s      |

| Classement par équipes | Classement par équipes | Classement par équipes | Classement par équipes |
| Équipe                 | Équipe                 | Pays                   | Temps                  |
| ---------------------- | ---------------------- | ---------------------- | ---------------------- |
| 1re                    | Ineos Grenadiers       | Royaume-Uni            | 57 h 47 min 02 s       |
| 2e                     | Team BikeExchange      | Australie              | + 26 min 01 s          |
| 3e                     | Team DSM               | Allemagne              | + 26 min 02 s          |
| 4e                     | Astana-Premier Tech    | Kazakhstan             | + 31 min 21 s          |
| 5e                     | Team BikeExchange      | Australie              | + 1 h 09 min 53 s      |
| 6e                     | Trek-Segafredo         | États-Unis             | + 1 h 19 min 18 s      |
| 7e                     | Movistar Team          | Espagne                | + 1 h 22 min 40 s      |
| 8e                     | Deceuninck-Quick Step  | Belgique               | + 1 h 38 min 30 s      |
| 9e                     | Bahrain Victorious     | Bahreïn                | + 1 h 47 min 25 s      |
| 10e                    | UAE Team Emirates      | Émirats arabes unis    | + 1 h 50 min 27 s      |

## Abandons
- Fabio Felline (Astana-Premier Tech) : non-partant